# Stade Saniat Rmel
El Stade Saniat Rmel, conocido popularmente como La hípica, es un estadio multiusos de la ciudad de Tetuán, Marruecos. Tiene una capacidad de 10 000 espectadores sentados y en él disputa sus partidos como local el equipo de fútbol de la ciudad, el Moghreb Tétouan de la Liga marroquí de fútbol.
El estadio fue fundado en 1913 por el ingeniero Marqués de Varela.